# إدواردو نافارو
إدواردو نافارو (بالإسبانية: Eduardo Navarro Soriano) (28 يناير 1979 في إسبانيا - 29 سبتمبر 2022) هو لاعب كرة قدم إسباني في مركز حراسة المرمى. لعب مع نادي لاردة ونادي هويسكا ونومانسيا ونادي بارباسترو ونادي بينيفار ‏ ونادي أوتيبو ‏ ونادي فيغيرويلاس ‏.

## وصلات خارجية
- إدواردو نافارو على موقع قاعدة بيانات كرة القدم.إي يو (الإنجليزية)
- إدواردو نافارو على موقع Soccerway.com (الإنجليزية)